# Ioan Sterca-Șuluțiu
Ioan Sterca-Șuluțiu (n. 1796, Abrud – d. 1858) a fost funcționar cameral în administrația Transilvaniei, proprietar de mine de aur la Abrud, fratele mitropolitului Alexandru Sterca-Șuluțiu.
Ioan Șuluțiu, care servise ca ofițer în campaniile austriece antinapoleoniene, a fost conducătorul tactic al operațiunilor militare românești de la 1848 din Munții Apuseni împotriva revoluționarilor maghiari, fiind inventatorul legendarelor tunuri de lemn ale lui Avram Iancu. Prin intermediul lui Ioan Șuluțiu comandantul austriac al cetății Alba Iulia a trimis muniție moților din munți, spre a întări rezistența acestora în fața presiunii armatelor revoluționare maghiare. Casa sa din Abrud a servit în anul 1848 drept centru de întrunire a fruntașilor români din Transilvania și loc de azil al pașoptiștilor refugiați din România. Alexandru Golescu a stat în casa lui Ioan Șuluțiu până la intrarea trupelor rusești în Transilvania, când s-a refugiat la Paris. Ioan Șuluțiu s-a distins și prin activitatea sa în sensul dezvoltării întreprinderilor românești din Transilvania.
A fost tatăl judecătorului Dionisie Sterca-Șuluțiu și al istoricului Iosif Sterca-Șuluțiu.